# Hongi

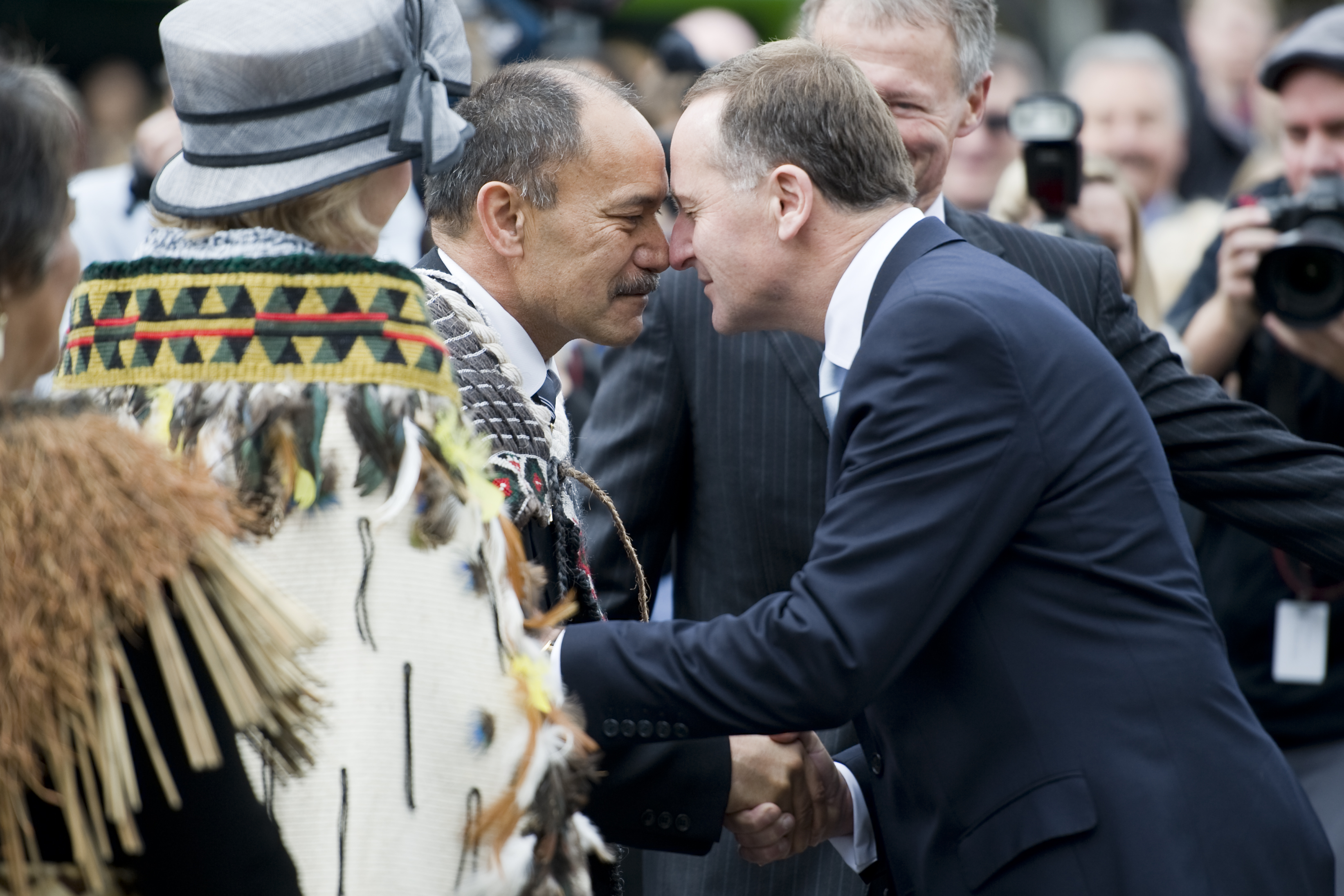
Il saluto hongi tra Sir Jerry (rappresentante dei Maori) e il primo ministro neozelandese

L'hongi (ˈhɔŋi) è il tradizionale saluto maori che viene fatto premendo contemporaneamente il naso e la fronte contro quelli della persona che si intende salutare.

## Descrizione
Questo saluto viene usato negli incontri tradizionali tra le persone māori e nelle maggiori cerimonie, come nei pōwhiri. Può essere seguito da una stretta di mano.
Nella cultura māori, con lo scambio di questo saluto non si considera più la persona come un Manuhiri, ovvero un visitatore, ma piuttosto come un Tangata whenua, ovvero come un appartenente al proprio popolo, e quindi una persona importante.